# Болт

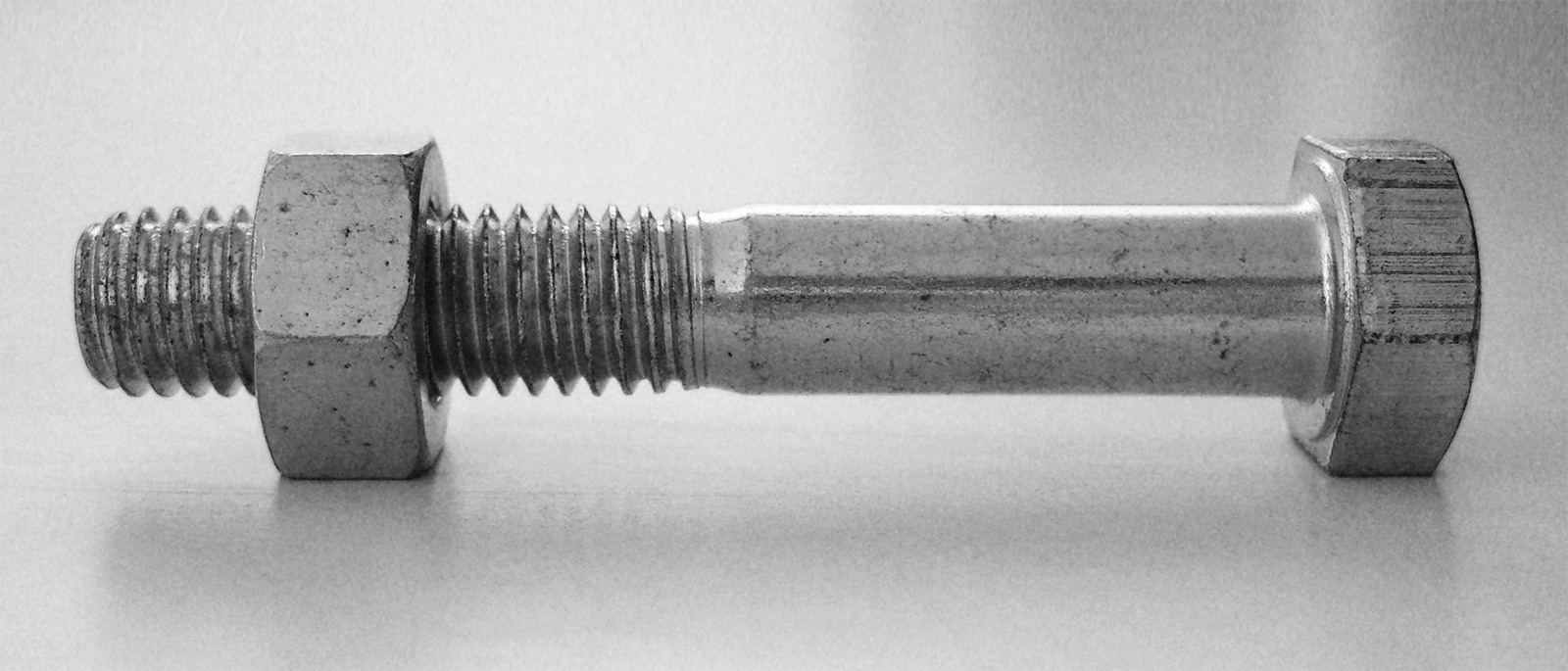
Болт з накрученою шестигранною гайкою

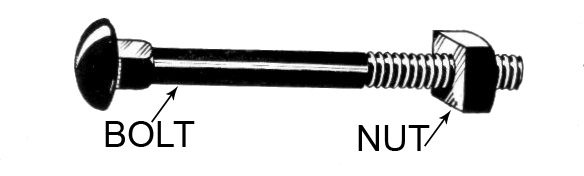
Болт з квадратною гайкою

Приклад креслення болтового з'єднання з використанням гайки з шайбою

Болт (від ниж.-нім. bolt(e)), також бовт, прого́нич — кріпильна деталь у вигляді циліндричного стрижня, переважно з металу або пластику, що має виконану по гвинтовій лінії нарізь та багатогранну під гайковий ключ або спеціальну (наприклад, напівкруглу) головку. Використовується для скріплення деталей та конструкцій. Болт фіксується за допомогою гайки з шайбою, або безпосередньо загвинчується в нарізевий отвір однієї зі скріплюваних деталей.
Має три головні частини:
- нарізева частина;
- головка;
- тіло болта без нарізі (в окремих типах болтів відсутня).

## Історичні відомості
Перші болти з наріззю з'явились у XV ст. Болти без нарізі використовувались ще у Стародавньому Римі: болт у вигляді стрижня з прорізом, в який забивався клин, що запобігав його зміщенню. Не виключається, що римлянами використовувались і шурупи з гвинтовою наріззю для скріплення дерев'яних конструкцій. Перша документальна згадка про гвинт відноситься лише до XV ст. Гвинти та інші кріпильні деталі були використані вже у 1438 р. Й. Гутенбергом у сконструйованому ним друкарському верстаті. Далі гвинти стали використовувати у годинникарстві та при виготовленні військової амуніції. У записних книгах Леонардо да Вінчі (кін. XV — поч. XVI ст.), є ескізи гвинторізних верстатів. Але перший такий верстат створено у 1568 р. за винаходом французького математика Ж. Бессона. Перша документальна згадка про гайку з наріззю належить до кінця XVI ст. В одній з англійських книг 1611 р. зустрічається вираз «гайка для гвинта», де під гвинтом мався на увазі болт у сучасному розумінні. Подальший розвиток нарізевих кріпильних елементів відбувся у період промислової революції XVIII ст. Наступним кроком — була стандартизація нарізевих деталей, що розпочалась у XIX ст. І на кінець XX ст. число різновидностей стандартизованих болтів уже склало кілька сотень, а типорозміри налічували десятки тисяч видів.
Поряд із запозиченим терміном «болт», в УРСР у 1920-х роках для позначення цієї кріпильної деталі починають вживати й слово «прогонич», яке первісно означало «залізний прут для замикання віконниць, дверей, воріт». З 1990-х років його знову наводять деякі словники як синонім до «болт».

## Класифікація болтів за виконанням
За виконанням болти бувають:
- відкидні (ГОСТ 3033-79)
- анкерні (ГОСТ 24379.1-80)
- рим-болти (ДСТУ EN ISO 3266:2014; ГОСТ 4751-73)
- болти з шестигранною головкою (ДСТУ ISO 4014-2001; ДСТУ ISO 4015-2007; ДСТУ ISO 4016-2007; ДСТУ ISO 4162:2007; ДСТУ ISO 15072:2009; ГОСТ 7798-70 (DIN 933, DIN 931), ГОСТ 7817-80, ГОСТ 10602-94, ГОСТ 18125-72)
- болти з напівкруглою головкою (ГОСТ 7783-81, ГОСТ 7801-81, 7802-81)
- болти з потаємною головкою (ГОСТ 7785-81, ГОСТ 7786-81, ГОСТ 17673-81)
- болти з фланцем (DIN 6921).

## Болти загального призначення
Болти загального призначення з шестигранною головкою за ГОСТ 7798-70 мають найширше застосування. Їх виготовляють підвищеної, нормальної та звичайної точності (класів точності А, В, С), з нормальною або зменшеною головкою, з великим чи дрібним кроком нарізі, в одному з наступних виконань:
Виконання 1 — без отвору в стрижні і голівці,
Виконання 2 — з отвором в стрижні, застосовують в парі з прорізними чи корончастими гайками при стопорінні розвідними шплінтами;
Виконання 3 — з двома отворами в голівці для стопоріння дротяною обв'язкою.
За розміром «під ключ» існують болти з нормальним розміром S = 1,5…1,6 d і зменшеним S = 1,3…1,4 d. Болти зі зменшеним розміром «під ключ» мають відповідно меншу опорну поверхню і тому можуть застосовуватися у з'єднаннях зі зниженими вимогами до міцності на зминання під головкою.
Болти загального призначення за точністю виготовлення і шорсткістю поверхні поділяються на дві групи: нормальної й підвищеної точності.
Болти різного ступеня точності відрізняються:
- точністю виконання розмірів (діаметра нарізі, довжини, висоти головки та ін.);
- величиною відхилення від правильної геометричної форми (неспіввісності головки й стрижня, нарізевої частини та тіла болта, неперпендикулярності опорної поверхні головки відносно осі стрижня, кута ухилу граней і т. д.);
- дефектами зовнішнього вигляду (зрізами або відколами металу на гранях, наявністю окалини на поверхнях, задирок на опорній поверхні, викришування ниток нарізі та ін.)

За міцністю болти класифікуються на:
- болти нормальної міцності;
- болти підвищеної міцності (високоміцні болти). Застосовують високоміцні болти в умовах великих навантажень.

Болти класифікуються за формою і розмірами. Болти випускають у таких діапазонах розмірів: з номінальним діаметром нарізі від 6 до 48 мм і завдовжки від 8 до 300 мм.
Окремі типи спеціальних болтів мають додаткові елементи: отвори, рівці та заглиблення для шплінтових з'єднань чи спеціальних ключів.

## Класи міцності болтів

Маркування механічних властивостей болта за ГОСТ 1759.4-87 на його голівці

Механічні властивості болтів з вуглецевих нелегованих і легованих сталей за ГОСТ 1759.4-87 (ISO 898/1-78) за нормальних умов характеризують 11 класів міцності: 3.6; 4.6; 4.8; 5.6; 5.8; 6.6; 6.8 ; 8.8; 9.8; 10.9; 12.9. Перше число, помножене на 100, визначає номінальний тимчасовий опір у Н/мм², друге число (відокремлене крапкою від першого), помножене на 10, — відношення границі текучості до тимчасового опору у відсотках. Добуток чисел, помножений на 10, визначає номінальну границю текучості в Н/мм².
До високоміцних відносять болти, починаючи з класу міцності 8.8. Характеристики міцності визначаються відповідною маркою сталі й технологією виготовлення болтів. Сучасна технологія виготовлення високоміцних болтів базується на використанні методів холодної чи гарячої висадки та накатки нарізі на спеціальних автоматах з подальшим термічним обробленням і нанесенням покриття. Як вихідну сировину використовують дріт з низьковуглецевих і легованих сталей (з умістом вуглецю не більше 0,4 %) марок 10 кп, 20 кп, 10, 20, 35, 20Г2Р, 65Г, 40Х.

## Умовне позначення болтів
Умовне позначення болта містить: форму виконання, діаметр нарізі, крок і клас точності нарізі, довжину болта, клас міцності, позначення матеріалу і групу захисного покриття, товщину покриття, номер державного стандарту на дану конструкцію болта.
Як матеріали болтів переважно використовують: вуглецеві, леговані, жароміцні, жаростійкі, теплостійкі та корозостійкі сталі. У специфічних галузях і для специфічних призначень можуть використовуватись титанові, алюмінієві сплави чи сплави на основі міді. При необхідності болти можуть виконуватись з покриттями (цинкове, кадмієве та ін.). Товщина покриття 1, 3, 6, 9 мкм.
Приклади умовних позначень болтів:
- Болт М12х60 ГОСТ 7798-70  — болт з шестигранною головкою, першого виконання, з наріззю М12, крок великий, довжина болта 60 мм.
- Болт М20-6g 100.110 ГОСТ 22353-77  — болт діаметром нарізі М20 мм, полем допуску 6g, довжиною 100 мм, з мінімальним тимчасовим опором 1100 МПа (110 кгс/мм²), кліматичного виконання У, категорії розміщення 1.[13]
- Болт із шестигранною головкою ДСТУ ISO 4014 - М12 х 80 - 8.8  — болт із шестигранною головкою з наріззю М12, номінальною довжиною 80 мм та класу міцності 8.8.